# Obserwatorium Astronomiczne Jana Heweliusza w Gdańsku

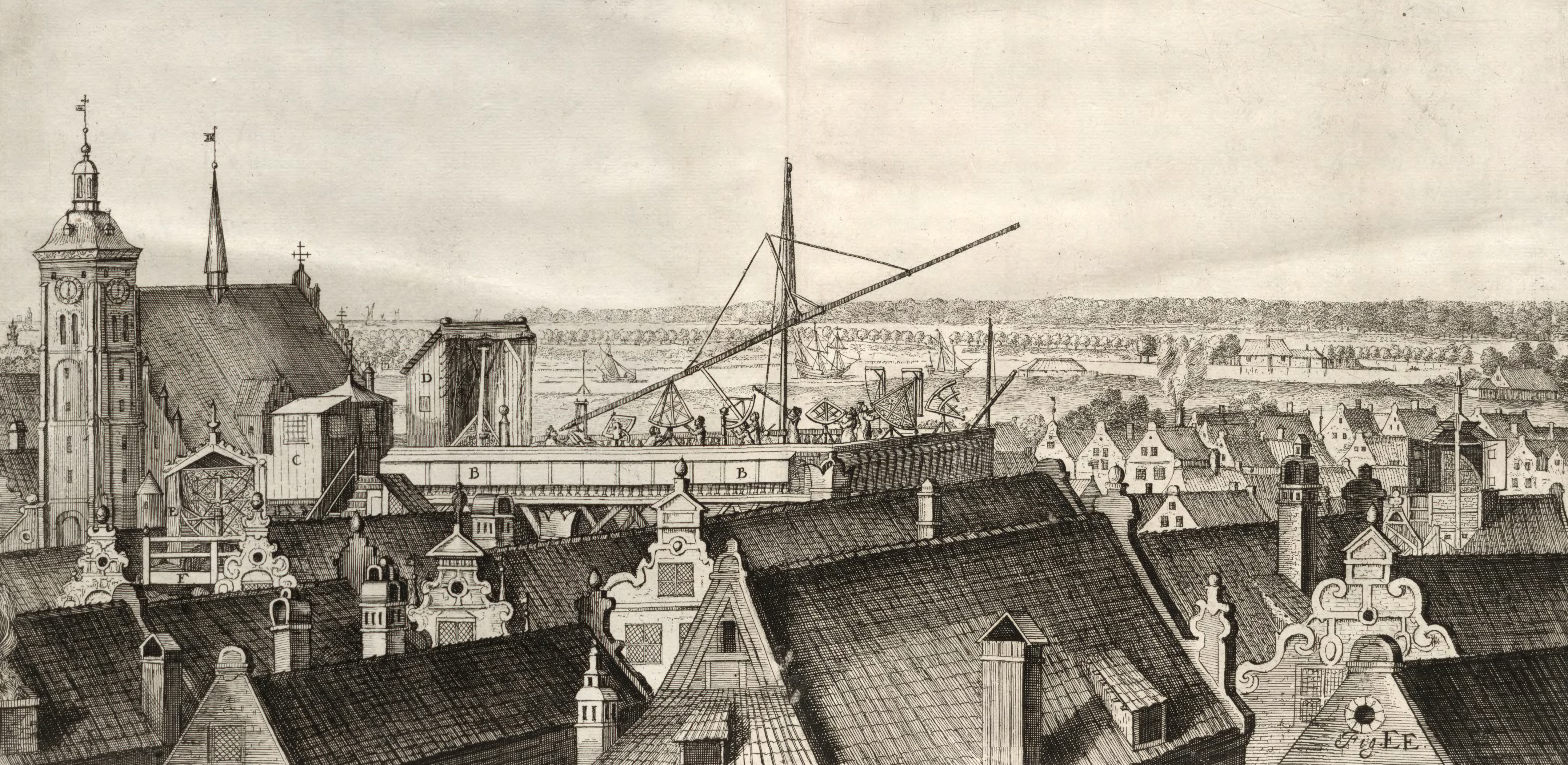
Obserwatorium Astronomiczne Jana Heweliusza, sztych z 1673 r. z pierwszej części "Machinae Coelestis".

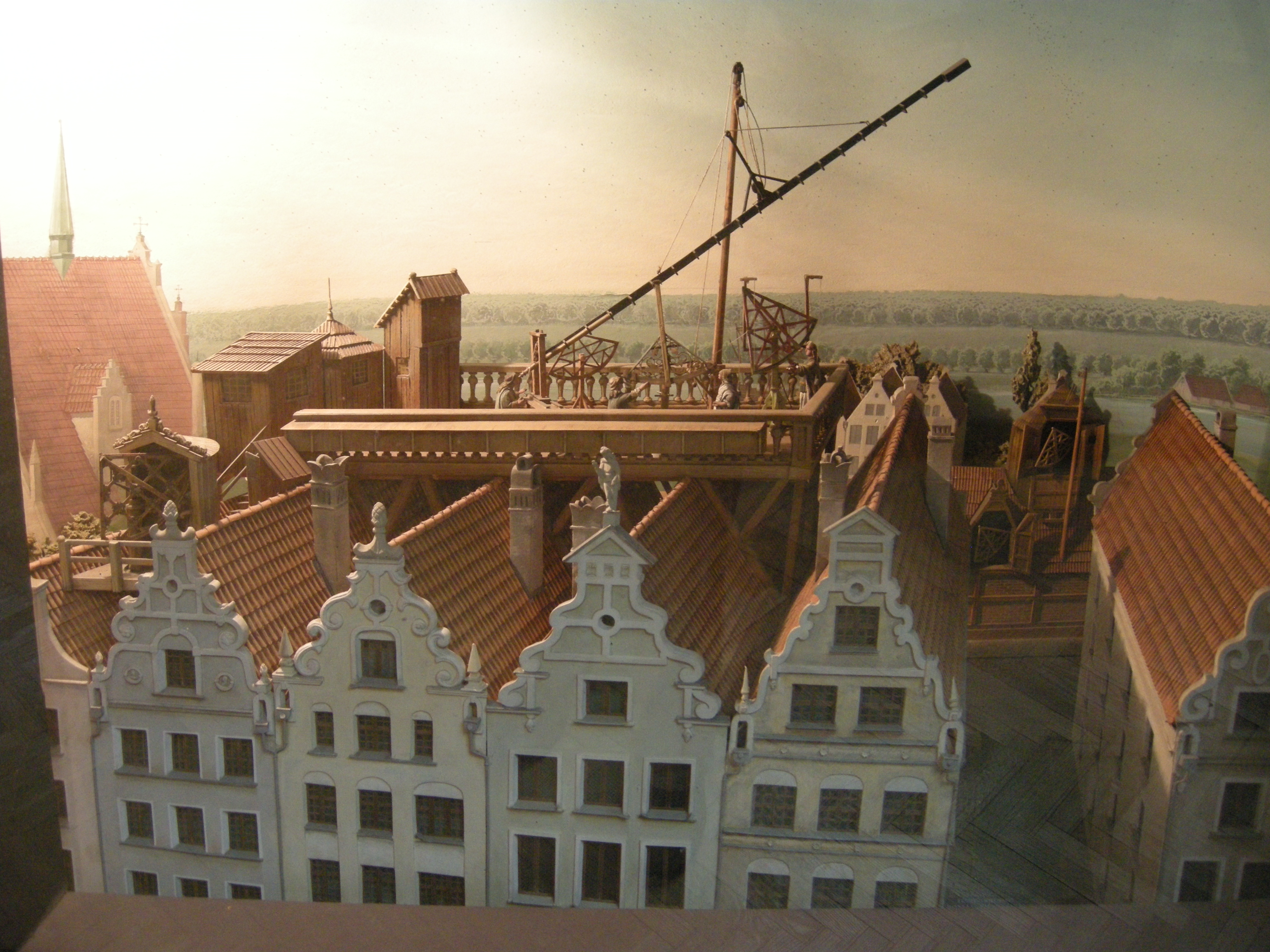
Makieta obserwatorium

Obserwatorium astronomiczne Jana Heweliusza – obserwatorium astronomiczne powstałe na początku lat czterdziestych XVII wieku w Gdańsku.

## Historia
Jan Heweliusz, dorobiwszy się na browarnictwie, zbudował na dachach swych trzech kamienic przy ulicy Korzennej pawilony mieszczące wyposażenie obserwacyjne. Swoją „dostrzegalnię” doposażał w następnych latach w kolejne przyrządy astrometryczne i kilka lunet o długości do kilkudziesięciu stóp. Po przebudowie obserwatorium zyskało taras wraz z siedemdziesięciostopowym słupem podtrzymującym największy z teleskopów. Dostrzegalnia spłonęła we wrześniu 1679 roku, podpalona przez jednego ze służących, po czym została odbudowana i Heweliusz wykonał obserwacje również w późniejszych latach.
Wyposażenie obserwatorium zostało przez jego córkę lub wnuczkę złomowane, zaś manuskrypty Jana Keplera, których Heweliusz był posiadaczem, sprzedane do Petersburga, ale nie dotarły tam w całości. Kamienice przy ul. Korzennej 47-49 (numeracja ta obowiązywała do 1945 r.)  zostały w dużej części zniszczone podczas II wojny światowej. Mimo zachowanego parteru domy te wyburzono a na ich miejscu postawiono pomnik Jana Heweliusza. W pobliżu znajduje się również współczesny zegar słoneczny z wyrytym gwiazdozbiorem Tarczy oraz kościół św. Katarzyny, gdzie badacz został pochowany.